# Pedro Cezar Dutra Fonseca
Pedro Cezar Dutra Fonseca  (São Borja, 7 de novembro de 1954) é um economista, professor e pesquisador brasileiro, e ex-vice-reitor da Universidade Federal do Rio Grande do Sul (UFRGS).
Mestre em Economia, também pela UFRGS e doutor, com distinção e louvor em Economia pela Universidade de São Paulo, com o título Vargas: O Discurso em Perspectiva e o Capitalismo em Construção, no ano de 1987.
Docente desde 1978, desde 1990 é professor titular da Universidade Federal do Rio Grande do Sul, lecionando na Faculdade de Ciências Econômicas as disciplinas de Análise Macroeconômica I, Análise Microeconômica, Economia Brasileira, História do Pensamento Econômico e Economia Brasileira Contemporânea I. Desde 1988 é pesquisador do CNPq.
Possui três primeiros lugares no Prêmio Corecon de Economia, 1987, 1989, 1991, além do segundo lugar no 5.º Prêmio BNDES de Economia.
Foi diretor da Faculdade de Ciências Econômicas da Universidade Federal do Rio Grande do Sul por dois períodos: de 1992 a 1996, sucedendo a Yeda Crusius e sendo sucedido por Otília Beatriz Kroeff Carrion; e de 2000 a 2004, sendo sucedido por Gentil Corazza.
Entre 2004 e 2008 foi vice-reitor da UFRGS, na gestão de José Carlos Ferraz Hennemann, acumulando também a função de pró-reitor de Coordenação Acadêmica.
Em 2016, venceu o Prêmio Brasil de Economia, partilhado com Ricardo Dathein e Márcia Scudella.